# Velódromo Olímpico Agustín Melgar

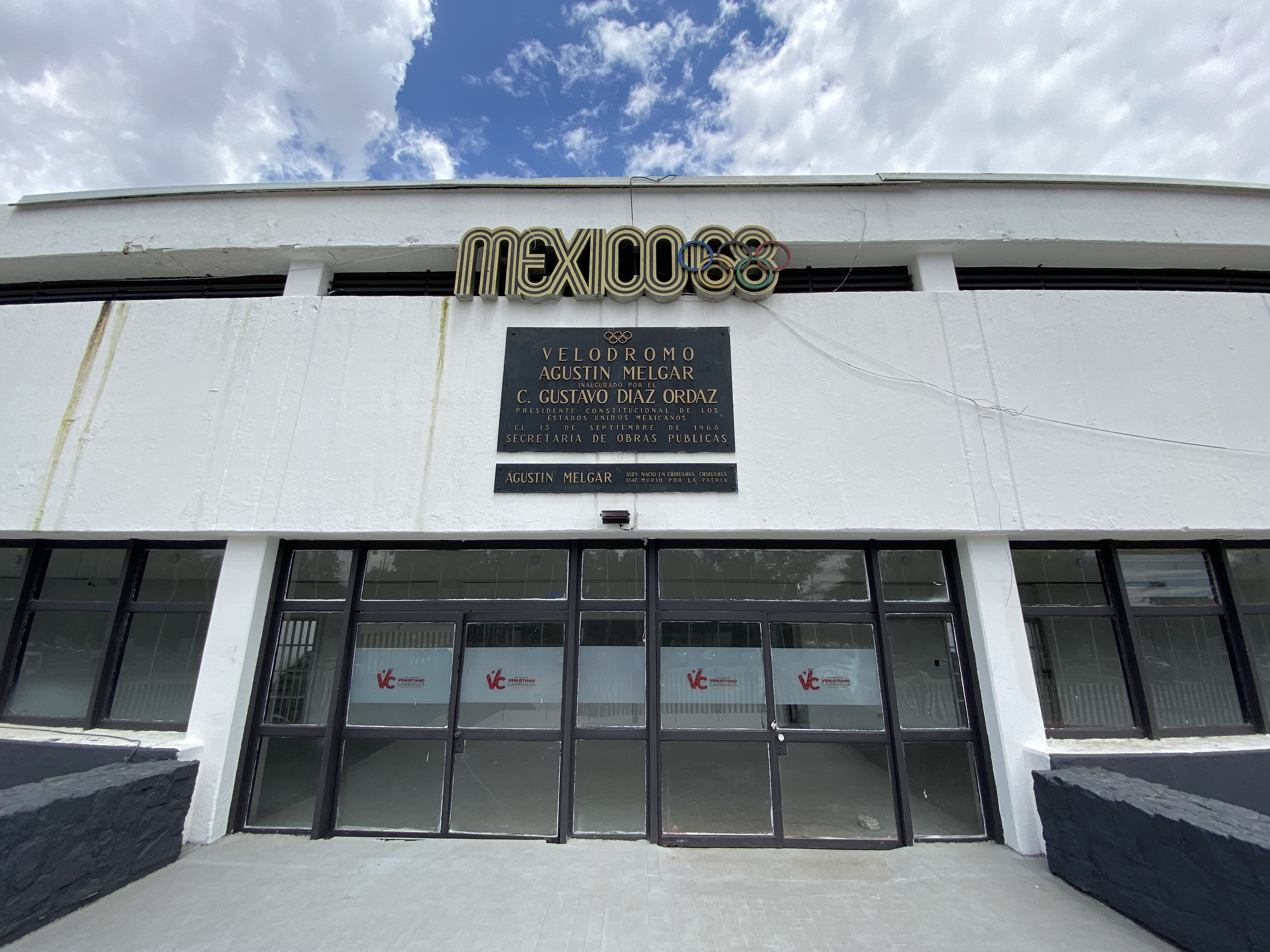
Acceso al velódromo, 2022.

El Velódromo Olímpico Agustín Melgar es una instalación deportiva usada principalmente para eventos de ciclismo, el velódromo se encuentra en la Ciudad Deportiva Magdalena Mixiuhca, Radamés Treviño s/n, en la colonia Jardín Balbuena al oriente de la Ciudad de México.
El velódromo cubre una superficie de aproximadamente 5.2 hectáreas. El diseño de esta pista fue creado por el arquitecto Herbert Schurmann y ejecutada por la Secretaría de Obras Públicas (SOP) bajo la supervisión del Ing. Raymundo Mejía Romero. Fue inaugurado en el mes de septiembre de 1968, la superficie de la pista de ciclismo originalmente fue cubierta con una madera traída de África llamada Doussie afzeiba, debido a su alta resistencia a la intemperie. Posteriormente fue reemplazada por hormigón. El velódromo tiene capacidad para 6800 espectadores y en los Juegos Olímpicos de México 1968 contó con 860 cajones de estacionamiento.